# التحالف من أجل الجمهورية
التحالف من أجل الجمهورية في البحرين: تأسس هذا التكتل خلال أوج الاضطرابات والاحتجاجات التي شهدتها مملكة البحرين مطلع عام 2011 م، لكن هذا التحالف كما يبدو من اسمه طرح مطالب تتجاوز الإصلاح الحكومي وحتى الدعوة لملكية دستورية إلى إلغاء الملكية ذاتها وإقامة نظام جمهوري في البلاد.

## أهميته وانتشاره
يضم التحالف ثلاث حركات شيعية معارضة للنظام الحاكم في البحرين، وهي تيار الوفاء الإسلامي، وحركة حق، وحركة أحرار البحرين.
ويعتبر التحالف بتشكيلاته الثلاثة المكون الثاني في الأهمية والانتشار في الساحة الشيعية البحرينية بعد جمعية الوفاق الوطني الإسلامية التي تمثل التيار الشيعي الرئيس في البحرين.
ولا تطالب جمعية الوفاق بإسقاط النظام، وإنما تدعو إلى إصلاحات سياسية تفضي إلى ملكية دستورية حقيقية، تعطي المزيد من السلطات للشعب.

## المكونات الثلاثة للتحالف من أجل الجمهورية
يضم التحالف ثلاث حركات شيعية معارضة للنظام الحاكم في البحرين، وهي تيار الوفاء الإسلامي، وحركة حق، وحركة أحرار البحرين.

### حركة حق
أسسها في العام 2005 م المعارض الشيعي حسن مشيمع بعد انشقاقه عن جمعية الوفاق، وقاطعت الحركة الانتخابات البرلمانية عام 2006 م بذريعة عدم جدوى المشاركة في برلمان صوري بلا صلاحيات، على حد قولها.
عاد مشيمع يوم السبت 26/2/2011 م إلى البحرين، مستفيدا من عفو ملكي شمل عددا كبيرا من المعتقلين السياسيين بعد أن حوكم غيابيا عام 2010 م بتهمة محاولة الإطاحة بنظام الحكم.

### تيار الوفاء الإسلامي
تأسس في منتصف العام 2009 م على أنقاض «التحرك الجديد» بعد تغيير اسمه، ويدعو إلى مقاطعة العملية السياسية في البحرين.
ويرأس هذا التيار القيادي الشيعي المعارض عبد الوهاب حسين، وهو أحد قياديي حركة احتجاجات التسعينيات، وسجن أكثر من مرة في البحرين نتيجة لمواقفه من نظام الحكم البحريني.

### حركة أحرار البحرين
تعد أحد أقدم التنظيمات الشيعية في البحرين، وظلت طيلة الفترات الماضية تنشط من لندن ويرأسها سعيد الشهابي.